# Ray Lancaster
Raymond "Ray" Lancaster (sinh ngày 17 tháng 8 năm 1941) là một cựu cầu thủ bóng đá người Anh có 106 lần ra sân ở Football League thi đấu cho Rotherham United, Grimsby Town và Lincoln City. Ông thi đấu ở vị trí tiền vệ. Sau đó ông trải qua một mùa giải ở Northern Premier League với Boston United, và cũng thi đấu cho Skegness Town và Boston.